# Paprika (novela)
Paprika (パプリカ Papurika?) es una novela de 1993 escrita por Yasutaka Tsutsui. Apareció por primera vez en Marie Claire en cuatro partes, distribuyéndose cada una cronológicamente en las publicaciones de enero de 1991, marzo de 1992, agosto de 1992 y junio de 1993. Una adaptación manga de la novela fue creada por Reiji Hagiwara en 1995, pero no fue publicada hasta 2003. La novela fue adaptada como película de animación en 2006, siendo a su vez convertida en manga al año siguiente por Eri Sakai.

## Historia
La intervención y supervisión del sueño como un medio de tratamiento de los trastornos mentales es una nueva forma de psicoterapia desarrollada en el futuro próximo. La ganadora del premio Nobel en investigación en psiquiatría Atsuko Chiba (千葉敦子 Chiba Atsuko?) es la científica más prominente en este campo, utilizando a su alter ego Paprika (パプリカ Papurika?) para infiltrarse en los sueños de los demás y tratar sus enfermedades. Los disturbios se producen cuando un nuevo dispositivo de psicoterapia conocido como DC Mini (DCミニ DC Mini?), creado por Kōsaku Tokita (時田浩作 Tokita Kōsaku?), es robado, lo que permite al agresor entrar en la mente de cualquier persona y promulgar el control mental. La frenética búsqueda de los criminales y el DC Mini se ha iniciado.

## Película de animación
Una adaptación de la novela en película de animación, dirigida por Satoshi Kon, fue lanzada en 2006, con el autor de la novela original poniendo la voz de un camarero.
A su vez se esperaba un remake en imagen real de la película de animación dirigido por Wolfgang Petersen para 2013, pero nunca se realizó.
Asimismo son numerosas las referencias que vinculan Paprika como influencia principal en la película Inception.

## Versiones manga
- Versión de Reiji Hagiwara en Mister Magazine de Kōdansha
- Versión de Eri Sakai en Monthly Shōnen Sirius de Kōdansha (de mayo a julio de 2007)

## Edición en castellano
- Tsutsui, Yasutaka (2011). Paprika. Vilahur: Ediciones Atalanta. ISBN 978-84-937247-9-5.

- Datos: Q7133130